# Margarita Kenny

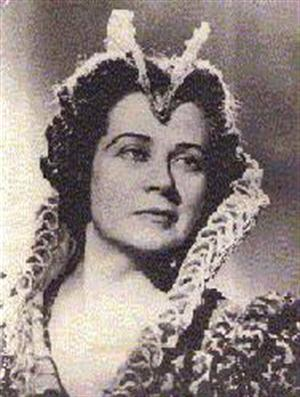
Mezzosoprano Margarita Kenny, también conocida como Margherita Kenney

Margarita Kenny (9 de mayo de 1915, Venado Tuerto, Argentina - 22 de agosto de 2008, Venado Tuerto) fue una mezzosoprano argentina con trayectoria internacional.

## Trayectoria
Debutó en el Teatro Colón en 1943 en El ocaso de los dioses de Wagner e hizo su nombre como mezzosoprano dramática en repertorio alemán en teatros de Europa como Margherita Kenney. Se perfeccionó en Filadelfia.
Cantó durante dos décadas en la Ópera de Viena, Salzburgo, Düsseldorf y La Scala cantó dirigida por Wilhelm Furtwängler en El anillo del nibelungo de 1950 junto a Kirsten Flagstad y en Salomé de Richard Strauss como Herodías junto a Christel Goltz dirigida por Clemens Krauss en 1954, papel que interpretó en 1975 en el Colón, junto a Roberta Knie en el protagónico.
Trabajó con directores de la talla de Karl Böhm, Herbert von Karajan y Tullio Serafin y también cantó Tiefland, Leonora de Fidelio, Eboli de Don Carlo, La flauta mágica, y Venus de Tannhäuser.
En el Liceo barcelonés fue Brangania en 1964 junto a Gertrud Grob-Prandl.
Al retirarse se dedicó a la enseñanza.
El músico Sergio Pángaro, alumno suyo, está editando un libro sobre su vida, basado en grabaciones de entrevistas que le realizó entre el 2004 y el 2005.